# Novara Calcio 2009-2010
Questa voce raccoglie le informazioni riguardanti il Novara Calcio nelle competizioni ufficiali della stagione 2009-2010.

## Stagione
(Pasquale Sensibile in un'intervista dopo la storica partita di Coppa col Milan.)
La fine della stagione 2008-2009 porta la famiglia De Salvo a cambiamenti radicali sia nell'organigramma della società che nella squadra. Sergio Borgo, direttore sportivo dal 1998, viene licenziato e al suo posto arriva il capo degli osservatori del Palermo Pasquale Sensibile. Con Sensibile viene posta fine al contratto di molti calciatori in formazione da anni, e pure l'allenatore Notaristefano viene sollevato dall'incarico,
al suo posto viene assunto Attilio Tesser. Nella stagione 2009-2010 il Novara si porta fino agli ottavi di finale di Coppa Italia, superando rispettivamente il Pescina, il Modena (Serie B) e due squadre di Serie A, il Parma (1-2) e il Siena (0-2). Negli ottavi affronta il Milan allo stadio Meazza, davanti a 15000 spettatori, 12000 dei quali novaresi, in una trasferta che mancava dalla stagione 1970-1971; la gara si chiude sul punteggio di (2-1) per il Milan. Parallelamente gli azzurri disputano il campionato, sono in testa alla classifica dalla prima all'ultima giornata e restano imbattuti per trenta incontri (nella 31ª giornata escono sconfitti (1-0) sul campo di Benevento). Il 25 aprile 2010, a due giornate dalla fine del campionato, il Novara ottiene la matematica promozione in Serie B a trentatré anni dall'ultima retrocessione in Serie C1: decisivo il pareggio (3-3) contro la Cremonese; il campionato verrà concluso a 67 punti. Il 23 maggio 2010 il Novara conquista la Supercoppa di Lega Pro battendo il Portogruaro, capolista del girone B, (5-4) totale, andata Portogruaro-Novara (1-3); ritorno Novara-Portogruaro (2-3).

## Divise e sponsor
Lo sponsor tecnico è Nike, mentre lo sponsor ufficiale è Banca Popolare di Novara.
| Casa | Trasferta | Terza divisa |

## Organigramma societario
Area direttiva
- Presidente: Carlo Accornero
- Proprietà: Famiglia De Salvo
- Amministratore delegato e direttore generale: Massimo De Salvo

Area organizzativa
- Direttore commerciale: Luca Faccioli
- Direttore amministrazione e finanza: Lorella Matacera
- Responsabile marketing: Sara Palazzeschi
- Addetti stampa ed editoria: Francesca Giusti
- Consulente esperto di calcio: Gino Montella

Area tecnica
- Direttore sportivo: Pasquale Sensibile
- Team Manager: Mattia Venturini
- Allenatore: Attilio Tesser
- Allenatore in 2ª: Mark Tullio Strukelj
- Preparatore dei portieri: Leonardo Cortiula
- Preparatore atletico: Edoardo Renosto

Area sanitaria
- Medico sociale: Giorgio Fortina

## Rosa
| N. |                        | Ruolo | Calciatore              |
| -- | ---------------------- | ----- | ----------------------- |
|    | Italia (bandiera)      | P     | Alberto Maria Fontana   |
|    | Regno Unito (bandiera) | P     | Kevin Strukelj          |
|    | Albania (bandiera)     | P     | Samir Ujkani            |
|    | Italia (bandiera)      | D     | Matteo Centurioni       |
|    | Italia (bandiera)      | D     | Alberto Cossentino      |
|    | Francia (bandiera)     | D     | Jean Cristophe Cubronne |
|    | Italia (bandiera)      | D     | Mavillo Gheller         |
|    | Tunisia (bandiera)     | D     | Christian Jidayi        |
|    | Italia (bandiera)      | D     | Andrea Lisuzzo          |
|    | Italia (bandiera)      | D     | Carlalberto Ludi        |
|    | Italia (bandiera)      | D     | Matteo Perego           |
|    | Italia (bandiera)      | D     | Alessio Tombesi         |
|    | Italia (bandiera)      | C     | Filippo Bigeschi        |
|    | Italia (bandiera)      | C     | Francesco Evola         |
|    | Italia (bandiera)      | C     | Giuseppe Gemiti         |

| N. |                      | Ruolo | Calciatore               |
| -- | -------------------- | ----- | ------------------------ |
|    | Brasile (bandiera)   | C     | Juliano Elizeu Vicentini |
|    | Svezia (bandiera)    | C     | Elmin Kurbegović         |
|    | Argentina (bandiera) | C     | Emmanuel Ledesma         |
|    | Italia (bandiera)    | C     | Mattia Morandi           |
|    | Italia (bandiera)    | C     | Filippo Porcari          |
|    | Italia (bandiera)    | C     | Marco Rigoni             |
|    | Svizzera (bandiera)  | C     | Rijat Shala              |
|    | Italia (bandiera)    | C     | Mattia Zagari            |
|    | Italia (bandiera)    | A     | Cristian Bertani         |
|    | Argentina (bandiera) | A     | Pablo Andrés González    |
|    | Francia (bandiera)   | A     | Laurent Lanteri          |
|    | Italia (bandiera)    | A     | Simone Motta             |
|    | Italia (bandiera)    | A     | Raffaele Rubino          |
|    | Italia (bandiera)    | A     | Nicola Ventola           |

## Calciomercato

### Sessione estiva
| Acquisti | Acquisti                 | Acquisti    | Acquisti      |
| R.       | Nome                     | da          | Modalità      |
| -------- | ------------------------ | ----------- | ------------- |
| P        | Alberto Maria Fontana    | Torino      | svincolato    |
| P        | Samir Ujkani             | Palermo     | prestito      |
| D        | Alberto Cossentino       | Palermo     | prestito      |
| D        | Jean Cristophe Coubronne | Sochaux     | definitivo    |
| D        | Christian Jidayi         | Cesena      | definitivo    |
| D        | Andrea Lisuzzo           | Foggia      | definitivo    |
| D        | Alessio Tombesi          | Parma       | comproprietà  |
| C        | Filippo Bigeschi         | Siena       | prestito      |
| C        | Elizeu Vicentini Juliano | Marítimo    | definitivo    |
| C        | Elmin Kurbegović         | Elfsborg    | definitivo    |
| C        | Emmanuel Ledesma         | Genoa       | prestito      |
| C        | Mattia Morandi           | Legnano     | definitivo    |
| C        | Marco Rigoni             | Ternana     | comproprietà  |
| C        | Mattia Zagari            | Carpenedolo | definitivo    |
| A        | José Espinal             | Rovigo      | fine prestito |
| A        | Federico Federici        | Zagarolo    | opzione       |
| A        | Pablo Andrés González    | Tandil      | definitivo    |
| A        | Simone Motta             | Cesena      | definitivo    |

| Cessioni | Cessioni            | Cessioni         | Cessioni      |
| R.       | Nome                | a                | Modalità      |
| -------- | ------------------- | ---------------- | ------------- |
| P        | Gianluca Berti      | Jolly Montemurlo | svincolato    |
| P        | Giacomo Brichetto   | Palermo          | prestito      |
| D        | Elia Legati         | Milan            | fine prestito |
| D        | Tiziano Maggiolini  | Cosenza          | svincolato    |
| D        | Paolo Morganti      |                  | fine carriera |
| C        | Massimiliano Brizzi | Botev Plovdiv    | svincolato    |
| C        | Fabio Gallo         |                  | fine carriera |
| C        | Fabio Lorenzini     | Pro Belvedere    | svincolato    |
| C        | Luca Matteassi      | Pro Belvedere    | definitivo    |
| C        | Valerio Virga       | Roma             | fine prestito |
| A        | José Espinal        | Cesena           | definitivo    |
| A        | Luca Piraccini      |                  | svincolato    |
| A        | Davide Sinigaglia   | Cesena           | definitivo    |

### Tesseramento svincolati
| A | Nicola Ventola |

### Sessione invernale
| Acquisti | Acquisti        | Acquisti | Acquisti   |
| R.       | Nome            | da       | Modalità   |
| -------- | --------------- | -------- | ---------- |
| C        | Giuseppe Gemiti | Modena   | definitivo |

| Cessioni | Cessioni        | Cessioni   | Cessioni   |
| R.       | Nome            | a          | Modalità   |
| -------- | --------------- | ---------- | ---------- |
| C        | Mattia Zagari   |            | svincolato |
| A        | Laurent Lanteri | Cisco Roma | prestito   |

## Risultati

### Lega Pro Prima Divisione

#### Girone di andata
| Arbitro: | Di Paolo (Avezzano) |

|  |           |                       |
|  | Marcatori | 1’ Rubino 85’ Bertani |

| Arbitro: | Merchiori (Ferrara) |

|                      |           |            |
| Bertani 7’ Motta 44’ | Marcatori | 30’ Myrtaj |

| Arbitro: | Massa (Imperia) |

|  |           |                            |
|  | Marcatori | 9’ (rig.) Motta 46’ Rubino |

| Arbitro: | Ruini (Reggio Emilia) |

|              |           |              |
| González 88’ | Marcatori | 51’ Iacopino |

| Arbitro: | Colasanti (Grosseto) |

|                    |           |           |
| Le Noci 13’ (rig.) | Marcatori | 20’ Motta |

| Arbitro: | Irrati (Pistoia) |

|               |           |  |
| M. Rigoni 33’ | Marcatori |  |

| Arbitro: | Gallo (Barcellona Pozzo di Gotto) |

|  |           |              |
|  | Marcatori | 77’ González |

| Arbitro: | Coccia (San Benedetto del Tronto) |

|           |           |             |
| Motta 23’ | Marcatori | 58’ Tripoli |

| Arbitro: | Donati (Ravenna) |

|             |           |                                                      |
| Marconi 37’ | Marcatori | 62’ Rigoni 64’ Bertani 74’ González 81’ (rig.) Motta |

| Arbitro: | Viti (Campobasso) |

|                            |           |              |
| Shala 23’ Motta 85’ (rig.) | Marcatori | 59’ Ercolano |

| Viareggio 1º novembre 2009, ore 14:30 UTC+1 11ª giornata | Viareggio            | 0 – 0 referto | Novara | Stadio Torquato Bresciani (800 spett.)\| Arbitro: \| Cervellera (Taranto) \| |
| Arbitro:                                                 | Cervellera (Taranto) |               |        |                                                                              |

| Arbitro: | Affinito (Frattamaggiore) |

|                            |           |  |
| Motta 22’, 31’ Bertani 41’ | Marcatori |  |

| Arbitro: | Zanichelli (Genova) |

|             |           |            |
| Cavagna 49’ | Marcatori | 89’ Rubino |

| Arbitro: | Gambini (Roma) |

|                       |           |  |
| Lisuzzo 21’ Motta 39’ | Marcatori |  |

| Arbitro: | Massa (Imperia) |

|  |           |                         |
|  | Marcatori | 59’ Lisuzzo 90’ Bertani |

| Novara 7 dicembre 2009, ore 20:45 UTC+1 16ª giornata | Novara                | 0 – 0 referto | Arezzo | Stadio Silvio Piola (4453 spett.)\| Arbitro: \| Paparazzo (Catanzaro) \| |
| Arbitro:                                             | Paparazzo (Catanzaro) |               |        |                                                                          |

| Arbitro: | Palazzino (Ciampino) |

|              |           |                       |
| Memushaj 46’ | Marcatori | 29’ Motta 75’ Bertani |

#### Girone di ritorno
| Arbitro: | Pasqua (Tivoli) |

|            |           |  |
| Rubino 66’ | Marcatori |  |

| Arbitro: | Barbeno (Brescia) |

|  |           |                |
|  | Marcatori | 33’, 83’ Motta |

| Arbitro: | Bolano (Livorno) |

|             |           |              |
| Ventola 59’ | Marcatori | 23’ E. Brevi |

| Arbitro: | Corletto (Castelfranco Veneto) |

|          |           |             |
| Samb 25’ | Marcatori | 20’ Bertani |

| Arbitro: | Ferraioli (Nocera Inferiore) |

|                          |           |  |
| Bertani 7’ M. Rigoni 90’ | Marcatori |  |

| Arbitro: | Tidona (Torino) |

|                   |           |                                         |
| Artico 55’ (rig.) | Marcatori | 4’ (rig.) Motta 35’ Lisuzzo 68’ Bertani |

| Arbitro: | Viti (Campobasso) |

|            |           |           |
| Rubino 88’ | Marcatori | 40’ Sarno |

| Arbitro: | Cervellera (Taranto) |

|              |           |              |
| Carrozza 61’ | Marcatori | 64’ González |

| Arbitro: | Ruini (Reggio Emilia) |

|                                       |           |                                |
| Centurioni 5’ Lisuzzo 82’ Bertani 90’ | Marcatori | 88’ Galabinov 90+2’ Bradaschia |

| Arbitro: | Del Giovane (Albano Laziale) |

|  |           |                          |
|  | Marcatori | 76’ Bertani 86’ González |

| Arbitro: | Ros (Pordenone) |

|           |           |                 |
| Motta 10’ | Marcatori | 90+3’ Guadalupi |

| Arbitro: | Pasqua (Tivoli) |

|           |           |            |
| Ciano 54’ | Marcatori | 51’ Rubino |

| Arbitro: | Barbeno (Brescia) |

|                        |           |  |
| Rubini 16’ Ventola 43’ | Marcatori |  |

| Arbitro: | Barbiero (Vicenza) |

|                   |           |  |
| Evacuo 20’ (rig.) | Marcatori |  |

| Arbitro: | Corletto (Castelfranco Veneto) |

|                            |           |                                         |
| Ventola 31’, 56’ Motta 78’ | Marcatori | 53’ Sales 65’ Al. Bianchi 74’ Cremonesi |

| Arbitro: | Zonno (Bari) |

|                     |           |             |
| R. Maniero 23’, 72’ | Marcatori | 25’ Ledesma |

| Arbitro: | Paparazzo (Catanzaro) |

|  |           |             |
|  | Marcatori | 61’ Tortori |

### Coppa Italia
| Arbitro: | Penno (Nichelino) |

|             |           |  |
| Bertani 67’ | Marcatori |  |

| Arbitro: | Baracani (Firenze) |

|                                  |                      |                                        |
| Pinardi 65’ (rig.) Giampà 97’    | Marcatori            | 60’ Ledesma 104’ Rubino                |
| Perna Diagouraga Troiano Pinardi | Tiri di rigore 4 – 6 | Rubino Lanteri Juliano Ledesma Bertani |

| Arbitro: | Candussio (Cervignano del Friuli) |

|                  |           |                         |
| A. Lucarelli 57’ | Marcatori | 45’ Juliano 64’ Bertani |

| Arbitro: | Doveri (Roma) |

|  |           |                   |
|  | Marcatori | 34’, 83’ González |

| Arbitro: | Candussio (Cervignano del Friuli) |

|                         |           |              |
| Inzaghi 11’ Flamini 80’ | Marcatori | 46’ González |

### Coppa Italia Lega Pro
| Arbitro: | Tidona (Torino) |

|                                              |                      |                                        |
| González 45’                                 | Marcatori            | 61’ Cozzolino                          |
| Bigeschi Lanteri Cossentino Ledesma González | Tiri di rigore 3 – 4 | Guazzo Salvi Cozzolino Kalambay Franco |

### Supercoppa di Lega Pro
| Arbitro: | Ferraioli (Nocera Inferiore) |

|             |           |                                      |
| Altinier 4’ | Marcatori | 14’ M. Rigoni 36’ Gemiti 87’ Bertani |

| Arbitro: | Zonno (Bari) |

|                       |           |                               |
| Ludi 29’ González 82’ | Marcatori | 52’ Bocalon 54’, 60’ Altinier |

## Statistiche

### Statistiche di squadra
Statistiche aggiornate al 13 gennaio 2010
| Competizione             | Punti | In casa | In casa | In casa | In casa | In casa | In casa | In trasferta | In trasferta | In trasferta | In trasferta | In trasferta | In trasferta | Totale | Totale | Totale | Totale | Totale | Totale | DR  |
| Competizione             | Punti | G       | V       | N       | P       | Gf      | Gs      | G            | V            | N            | P            | Gf           | Gs           | G      | V      | N      | P      | Gf     | Gs     | DR  |
| ------------------------ | ----- | ------- | ------- | ------- | ------- | ------- | ------- | ------------ | ------------ | ------------ | ------------ | ------------ | ------------ | ------ | ------ | ------ | ------ | ------ | ------ | --- |
| Lega Pro Prima Divisione | 45    | 9       | 6       | 3       | 0       | 13      | 4       | 10           | 7            | 3            | 0            | 17           | 4            | 19     | 13     | 6      | 0      | 30     | 8      | +22 |
| Coppa Italia             | -     | 1       | 1       | 0       | 0       | 1       | 0       | 4            | 2            | 1            | 1            | 7            | 5            | 5      | 3      | 1      | 1      | 8      | 5      | +3  |
| Coppa Italia Lega Pro    | -     | 1       | 0       | 1       | 0       | 1       | 1       | -            | -            | -            | -            | -            | -            | 1      | 0      | 1      | 0      | 1      | 1      | 0   |
| Totale                   | -     | 11      | 7       | 4       | 0       | 15      | 5       | 14           | 9            | 4            | 1            | 24           | 9            | 25     | 16     | 8      | 1      | 39     | 14     | +25 |

### Statistiche dei giocatori
Statistiche aggiornate al 13 gennaio 2010
| Giocatore      | Lega Pro Prima Divisione | Lega Pro Prima Divisione | Lega Pro Prima Divisione | Lega Pro Prima Divisione | Coppa Italia | Coppa Italia | Coppa Italia | Coppa Italia | Coppa Italia Lega Pro | Coppa Italia Lega Pro | Coppa Italia Lega Pro | Coppa Italia Lega Pro | Totale   | Totale | Totale      | Totale     |
| Giocatore      | Presenze                 | Reti                     | Ammonizioni              | Espulsioni               | Presenze     | Reti         | Ammonizioni  | Espulsioni   | Presenze              | Reti                  | Ammonizioni           | Espulsioni            | Presenze | Reti   | Ammonizioni | Espulsioni |
| -------------- | ------------------------ | ------------------------ | ------------------------ | ------------------------ | ------------ | ------------ | ------------ | ------------ | --------------------- | --------------------- | --------------------- | --------------------- | -------- | ------ | ----------- | ---------- |
| C. Bertani     | 18                       | 6                        | 5                        | 0                        | 5            | 2            | 1            | 0            | -                     | -                     | -                     | -                     | 23       | 8      | 6           | 0          |
| F. Bigeschi    | 1                        | 0                        | 0                        | 0                        | 3            | 0            | 0            | 0            | 1                     | 0                     | 0                     | 0                     | 5        | 0      | 0           | 0          |
| M. Centurioni  | 7                        | 0                        | 0                        | 0                        | 4            | 0            | 0            | 0            | 1                     | 0                     | 0                     | 0                     | 12       | 0      | 0           | 0          |
| A. Cossentino  | 3                        | 0                        | 0                        | 0                        | 3            | 0            | 0            | 0            | 1                     | 0                     | 1                     | 0                     | 7        | 0      | 1           | 0          |
| J.C. Courbonne | 12                       | 0                        | 1                        | 0                        | 2            | 0            | 0            | 0            | 1                     | 0                     | 0                     | 0                     | 15       | 0      | 1           | 0          |
| F. Evola       | 6                        | 0                        | 0                        | 0                        | 1            | 0            | 1            | 0            | 1                     | 0                     | 0                     | 0                     | 8        | 0      | 1           | 0          |
| A. Fontana     | 3                        | -3                       | 0                        | 0                        | 2            | -2           | 0            | 0            | 1                     | -1                    | 0                     | 0                     | 6        | -6     | 0           | 0          |
| G. Gemiti      | 1                        | 0                        | 0                        | 0                        | -            | -            | -            | -            | -                     | -                     | -                     | -                     | 1        | 0      | 0           | 0          |
| M. Gheller     | 15                       | 0                        | 3                        | 1                        | 3            | 0            | 0            | 0            | 1                     | 0                     | 0                     | 0                     | 19       | 0      | 3           | 1          |
| P. González    | 13                       | 3                        | 0                        | 0                        | 2            | 3            | 0            | 0            | 1                     | 1                     | 0                     | 0                     | 16       | 7      | 0           | 0          |
| C. Jidayi      | -                        | -                        | -                        | -                        | 1            | 0            | 0            | 0            | 1                     | 0                     | 1                     | 0                     | 2        | 0      | 1           | 0          |
| E. Juliano     | 11                       | 0                        | 1                        | 0                        | 4            | 1            | 1            | 0            | 1                     | 0                     | 0                     | 0                     | 16       | 1      | 2           | 0          |
| E. Kurbegović  | 3                        | 0                        | 0                        | 0                        | 1            | 0            | 0            | 0            | 1                     | 0                     | 0                     | 0                     | 5        | 0      | 0           | 0          |
| L. Lanteri     | -                        | -                        | -                        | -                        | 3            | 0            | 0            | 0            | 1                     | 0                     | 0                     | 0                     | 4        | 0      | 0           | 0          |
| E. Ledesma     | 5                        | 0                        | 1                        | 0                        | 3            | 1            | 0            | 0            | 1                     | 0                     | 0                     | 0                     | 9        | 1      | 1           | 0          |
| A. Lisuzzo     | 18                       | 2                        | 5                        | 0                        | 4            | 0            | 1            | 0            | -                     | -                     | -                     | -                     | 22       | 2      | 6           | 0          |
| C. Ludi        | 16                       | 0                        | 3                        | 0                        | 4            | 0            | 0            | 0            | -                     | -                     | -                     | -                     | 20       | 0      | 3           | 0          |
| M. Morandi     | 8                        | 0                        | 3                        | 0                        | 2            | 0            | 0            | 0            | 1                     | 0                     | 0                     | 0                     | 11       | 0      | 3           | 0          |
| S. Motta       | 18                       | 12                       | 0                        | 0                        | 3            | 0            | 0            | 0            | -                     | -                     | -                     | -                     | 21       | 12     | 0           | 0          |
| F. Porcari     | 18                       | 0                        | 4                        | 0                        | 4            | 0            | 2            | 0            | -                     | -                     | -                     | -                     | 22       | 0      | 6           | 0          |
| M. Rigoni      | 18                       | 2                        | 0                        | 0                        | 4            | 0            | 0            | 0            | -                     | -                     | -                     | -                     | 22       | 2      | 0           | 0          |
| R. Rubino      | 18                       | 3                        | 0                        | 0                        | 3            | 1            | 0            | 0            | -                     | -                     | -                     | -                     | 21       | 4      | 0           | 0          |
| R. Shala       | 14                       | 1                        | 3                        | 0                        | 3            | 0            | 1            | 0            | -                     | -                     | -                     | -                     | 17       | 1      | 4           | 0          |
| A. Tombesi     | 15                       | 0                        | 4                        | 0                        | 4            | 0            | 2            | 0            | -                     | -                     | -                     | -                     | 19       | 0      | 6           | 0          |
| S. Ujkani      | 16                       | -6                       | 0                        | 0                        | 3            | -4           | 0            | 0            | -                     | -                     | -                     | -                     | 19       | -10    | 0           | 0          |
| N. Ventola     | 8                        | 0                        | 1                        | 0                        | -            | -            | -            | -            | -                     | -                     | -                     | -                     | 8        | 0      | 1           | 0          |